# Murad 2.
Murad 2. Kodja (født juni 1404, Amasya, død 3. februar 1451, Edirne) var sultan af det Osmanniske Rige fra 1421 til sin død, bortset fra en periode mellem 1444 og 1446. Murads regeringstid var præget af den lange krig, han førte mod de kristne om overherredømmet på Balkan og de tyrkiske emirater i Anatolien.